# 峰島こまき
峰島 こまき（みねしま こまき、2000年（平成12年）11月17日 - ）は、日本の女性アイドル、女優、アイドルグループ・ナナランドの元メンバー。静岡県出身。NRC PRODUCTION所属。元コレットプロモーション所属。グループでの担当カラーは青。属性は水。愛称は「こまき」。

## 略歴
2017年12月2日、ロマンチックコンポートにてお披露目。
2018年11月17日、誕生日当日に「峰島こまき生誕祭2018」が開催。
2019年11月17日、誕生日当日に「峰島こまき生誕祭2019」が開催。
2020年11月14日、「峰島こまき生誕祭2020」が2部制で開催。
2021年11月5日、『週刊SPA!』（扶桑社）とアイドルフェスティバル「TOKYO IDOL FESTIVAL 2021」にて開催された企画「水着でアイドル頂上決戦」で優勝。
2021年11月13日、「峰島こまき生誕祭2021」が開催。
2022年10月17日 1st写真集『ふるさと』を発売。
2024年3月29日、ナナランドを卒業。
2024年7月、NRC PRODUCTIONに所属。
2025年8月12日、SCRAMBLE SMILE(スクスマ)を卒業。

## 人物
双子姉妹の妹。姉は2019年と2020年の生誕祭のTシャツのデザインを行っている。
好きな食べ物はドーナツ、サーモン、ホワイトチョコ。嫌いな食べ物はアーモンド。
好きなポケモンはメッソン、メタモン。
特技は水泳。宝物は愛犬。
声が低いとよく言われる。
漢字が苦手。市役所のことを「しえきしょ」と読んでいた。自称理系。
たい焼きは頭から食べる。理由は頭が良くなるから。
母親を「ママ」と呼び、よく母親の話を周囲にしている。頻繁に電話しており、電話する度に泣いている。
母親からもらったYogiboがお気に入り。一度ハマると抜け出せない。
実家で“ぴー”（7月12日生まれ）、“ちょむすけ”（9月18日生まれ）の2匹の犬を飼っている。
2021年4月頃から、自宅で猫の“ムク”（ラグドール、オス、2021年1月24日生まれ）を飼い始めた。
26時のマスカレイドの来栖りんと友達。2人の総称は「くるま」。
好きなアイドルはわーすたの坂元葉月。

## 書籍

### ソロデジタル写真集
- 全部詰め込んで、夏。（2020年11月27日、光文社）[13]

### 雑誌
- ヤングガンガン（2020年7月、スクウェア・エニックス）…巻末グラビア

- 週刊FLASH（2020年10月、光文社）

- 週刊プレイボーイ（2020年11月、集英社）
- フォトテクニックデジタル（2021年2月22日、玄光社）
- グラビア傑作選 glamorous FLASH（2021年3月23日、光文社<セブンイレブン限定発売>）
- IDOL FILE Vol.21 Morning Routine（2021年4月9日、シンコーミュージックエンタテイメント）

### 写真集
- キスして。（2021年1月29日、玄光社、青山裕企 著）[14]

## 出演

### テレビ
- 祝！TIF10周年2019元旦スペシャル（2019年、フジテレビ）…ゲスト出演
- 関内デビル（2020年、tvk）…ゲスト出演
- バズリズム02（2020年、日本テレビ）…コーナー出演

### ネット配信番組等
- 再注目！ 東京マルイ名銃コレクション（2020年4月27日～2021年3月27日、月刊アームズマガジン公式YouTubeチャンネル）…ソロ出演

- DJ Tomoaki’s Radio Show!（2021年3月11日、下北FM）…ソロ出演
- Kaepa Cup ぷよぷよeスポーツ（2021年3月27日～4月27日、OPENREC.tv）[15]…メンバーの雪村花鈴と出演

#### マジカルナナランドキッチン
クックパッドの配信アプリ「cookpadLive」にて、生配信されている料理配信番組。
　月1回のレギュラーで峰島は毎回出演。
　毎回メンバーをゲストに迎え、かけるだけで味も見た目も決まるマジカルソースレシピに挑戦。
- #1「マジカルオレンジソース作り！」（2021年5月18日、cookpadLive）

　　メニュー：オレンジティーチキンソテー
　　ゲストメンバー：西嶋菜々子
- #2「マジカルチェリーソース作り！」（2021年6月21日、cookpadLive）

　　メニュー：チェリーコークポークソテー
　　ゲストメンバー：竹内月音
- #3「マジカルパインソース作り！」（2021年7月12日、cookpadLive）

　　メニュー：鯵のパインラッシーソテー
　　ゲストメンバー：瀬戸みなみ
- #4「マジカルマンゴーソース作り！」（2021年8月12日、cookpadLive）

　　メニュー：マンゴーキャラメルチキンソテー
　　ゲストメンバー：大場はるか
- #5「マジカル梨ソース作り！」（2021年9月10日、cookpadLive）

　　メニュー：梨パンナコッタタルタル鮭ソテー
　　ゲストメンバー：三好麗奈
- #6「マジカルハンバーグ作り！」（2021年10月27日、cookpadLive）

　　メニュー：ピーチコーヒーゼリートマトハンバーグ
　　ゲストメンバー：雪村花鈴
- #7「旬の柿でオムライス！」（2021年11月18日、cookpadLive）

　　メニュー：柿ピーナッツバターハヤシオムライス
　　ゲストメンバー：西嶋菜々子
- #8「マジカルなローストポーク」（2021年12月13日、cookpadLive）

　　メニュー：アップルパイローストポーク
　　ゲストメンバー：雪村花鈴

## その他

### 関連イベント
- PEKS CLUB POP UP STORE（2021年4月7日～13日、阪急うめだ本店3F［Something Good Studio］）…パネル展示[16]
- IDOL FILE Vol.21 Morning Routine PHOTO EXHIBITION（2021年4月9日～25日、梅田ロフト 3階 ロフトラボ）[17]
- IDOL FILE Vol.21 Morning Routine PHOTO EXHIBITION（2021年5月12日～6月6日、渋谷ロフト 6階 フォーラムB）[18][19]